# Regiones de Grecia
Las regiones (en griego γεωγραφικά διαμερίσματα, geografiká diamerísmata) son subdivisiones tradicionales, y hasta 1987 también oficiales, de Grecia. Pese a haber sido reemplazadas por las periferias, las regiones todavía se utilizan frecuentemente en contextos oficiosos. Las regiones son nueve, seis en el continente y tres insulares.
La división administrativa de Grecia, reformada en 2011 (Plan Calícrates), reconoce 13 periferias (nueve en el continente y cuatro insulares), que se subdividen en 74 unidades periféricas.
| 1. Tracia 2. Macedonia 3. Tesalia 4. Epiro 5. Grecia Central 6. Peloponeso 7. Islas del Egeo 8. Islas Jónicas 9. Creta | Map showing Regions of Greece |